# Daphne Caruana Galizia
Daphne Anne Caruana Galizia (nascida Vella; Sliema, 26 de agosto de 1964 - Bidnija, 16 de outubro de 2017) foi uma escritora, bloguer e ativista anticorrupção maltesa que escreveu sobre os acontecimentos políticos em Malta.  Ela dedicou-se ao  jornalismo de investigação, fazendo reportagens sobre a corrupção governamental, nepotismo, clientelismo, alegações de lavagem de dinheiro, ligações entre a indústria de jogos de azar online de Malta e o crime organizado, o esquema de obtenção da cidadania em troca investimento em Malta e pagamentos do governo do Azerbaijão.
Construiu a sua reputação nacional e internacional ao denunciar regularmente a má conduta de políticos malteses e pessoas politicamente expostas.
Apesar da intimidação e ameaças, processos por difamação e outros processos judiciais, Caruana Galizia não deixou de publicar artigos. Ela foi presa pela policia de Malta duas vezes.
As suas reportagens foram publicadas no seu blog Running Commentary, que criou em 2008. Ela foi colunista regular do The Sunday Times of Malta e mais tarde do The Malta Independent. O seu blog consistia em reportagens de investigação e em comentários seus sobre a actualidade, alguns dos quais foram considerados como ataques pessoais por determinados indivíduos, o que levou-a a uma série de batalhas legais. Em 2016 e 2017, ela revelou uma série informações e alegações controversas e delicadas sobre  vários políticos malteses e o escândalo dos Panama Papers.
No dia 16 de Outubro de 2017, Caruana Galizia foi assassinada perto da sua casa quando uma bomba que tinha sido colocada no seu carro rebentou. Este acto foi condenado nacionalmente e internacionalmente. Em Dezembro de 2017, três homens foram presos pelo atentado. A polícia prendeu Yorgen Fenech, o dono da empresa 17 Black, sedeada no Dubai, no seu iate no dia 20 de Novembro de 2019 por estar associado ao assassinato.
Em Abril de 2018, um consórcio internacional com 45 jornalistas, publicou o Projecto Daphne (The Daphne Project), um trabalho colaborativo que visou completar o seu trabalho de investigação. O prémio GUE/NGL para Jornalistas, denunciantes & Defensores do Direito à Informação, foi criado em 2018, em homenagem a Galizia.

## Educação e inicio de vida
Daphne Anne Vella nasceu no dia  26 de Agosto de 1964, em Sliema. Era a mais velha de quatro irmãs, filhas do empresário  Michael Alfred Vella e da sua esposa Rose Marie Vella (nascida Mamo). Estudou no Convento de Santa Doroteia em Mdina e na St Aloysius' College, em Birkirkara. Frequentou Arqueologia na  University of Malta Archaeology, especializando-se em Anthropologia em 1997.
Caruana Galizia entrou em contacto com a política no final da adolescência, tendo sido presa aos 18 anos por ter participado em protestos contra o governo.
Em 1985, casou com o advogado Peter Caruana Galizia, neto de John Caruana e bisneto de E.L. Galizia e A.A. Caruana. O casal teve 3 filhos, Matthew, Andrew and Paul. Matthew foi membro do International Consortium of Investigative Journalists. A família deixou Sliema em 1990, mudando-se para Bidnija, uma aldeia nos arredores de Mosta.

## Carreira
Caruana Galizia trabalhou como jornalista no The Sunday Times of Malta em 1987, tornando-se numa colunista regular de 1990 a 1992 e novamente de 1993 a 1996. Foi editora associada do The Malta Independent , em 1992, manteve-se como colunista nos dois jornais durante toda a sua carreira. Para além disto, trabalhou como consultora noutros meios de comunicação e como relações públicas.
Foi também a editora fundadora da revista Taste and Flair, que era distribuída mensalmente com o The Malta Independent on Sunday. As duas publicações foram unidas numa única revista chamada Taste&Flair em Julho de 2014, Caruana Galizia permaneceu como editora até à sua morte. Taste&Flair é agora publicada pela Fundação Daphne Caruana Galizia.
Em Março de 2008, ela criou o blog intitulado Running Commentary, onde colocava reportagens resultantes das suas investigações e comentava sobre assuntos da actualidade e figuras públicas. O blog era um dos sites mais populares de Malta, com mais de 400.000 visualizações - mais do que a circulação combinada dos jornais do país.
Devido ao seu trabalho e às suas opiniões Caruana Galizia recebeu ameaças. A porta da frente da sua casa foi incendiada em 1996. Cortaram a garganta ao cão da família e colocaram-no na entrada da casa. Anos mais tarde o carro do vizinho ardeu e pensa-se que terá sido por engano e que o alvo era ela. Em 2006 houve outro incidente, pegaram fogo à casa enquanto a família dormia lá dentro. Depois de Caruana ter criado o blog, o seu terrier Zulu foi envenenado e o seu collie Rufus foi morto a tiro.De acordo com o seu filho Matthew, as ameaças eram diárias, desde telefonemas, recados colados na porta de casa, mensagens de texto, emails e comentários no blog dela.
Foi presa no dia 8 de Março de 2013 por quebrar o silêncio político na véspera da eleição geral de 2013, após postar vídeos a zombar com Joseph Muscat. Foi questionada pela policia durante várias horas antes de ser libertada.
Em Novembro de 2010, após ter comentado sobre a conservação da  Villa Guardamangia (a casa onde moraram a  Princess Elizabeth e o Prince Philip da Grã-Bretanha no início do seu casamento), Caruana Galizia foi descrita pelo The Daily Telegraph como a principal comentadora de Malta.
Outras grandes histórias e controvérsias em torno das revelações dos Panama Papers e as alegações de que Chris Cardona visitara um bordel durante uma visita oficial à Alemanha em Janeiro de 2017, colocaram-na na ribalta.
Em 2016, Caruana Galizia questionou a forma de como o milionário britânico Paul Golding adquiriu o Palazzo Nasciaro em Naxxar, e em meados de 2017, ela tornou-se numa fervorosa critica do novo líder nacionalista da oposição Adrian Delia, afirmando que ele lavara dinheiro para uma empresa envolvida numa rede de prostituição no Soho.

### Panama Papers
A 22 de  Fevereiro de 2016, Caruana Galizia's Running Commentary blog reportou que o ministro maltês  Konrad Mizzi tinha ligações ao Panamá e à Nova Zelândia. Isto obrigou o ministro a revelar a existência de um fundo fideicomisso registado na Nova Zelândia dois dias depois, alegando que este tinha sido criado para administrar os bens da sua família. No dia 25 de Fevereiro, Caruana Galizia revelou que o chefe de gabinete do primeiro-ministro Joseph Muscat, Keith Schembri, possuía um fundo semelhante na Nova Zelândia, que por sua vez tinha uma empresa do Panamá.
A divulgação pública dos Panama Papers em Abril de 2016 confirmou que Mizzi era dono da empresa Panama Hearnville Inc., e que Mizzi e Schembri também tinham fundado a empresa Tillgate Inc. As empresas pertenciam à Orion Trust New Zealand Limited, os mesmos fiduciários da Mizzi e dos fundos de Schembri na Nova Zelândia, Rotorua e Haast, respectivamente.
Como a primeira pessoa a divulgar o envolvimento de Mizzi e Schembri's nos Panama Papers, ela foi nomeada pelo Politico como uma das "28 pessoas que estão a moldar, abanar e a fazer tremer a Europa." A publicação descreveu-a como "uma WikiLeaks feminina, numa cruzada com a falta de transparência e corrupção em Malta." 
Em 2017, ela alegou que Egrant, outra empresa do Panamá, pertencia a Michelle Muscat, mulher do primeiro ministro Joseph Muscat. Muscat declarou que estas alegações fora a razão pela qual ele antecipou as eleições gerais para 2017, que reconduziram ao poder o seu partido. Caruana chamou a atenção que uma eleição antecipada já estava planeada.
O título do seu último post no blog, antes de ser morta dizia: "Aquele vigarista do Schembri estava hoje no tribunal, alegando que não é um vigarista", terminava com a linha "Agora há bandidos por toda parte para onde quer que olhes. A situação é desesperante."
Em 20 de Novembro de 2019, a polícia prendeu Yorgen Fenech, proprietário da empresa 17 Black sedeada no Dubai, no seu iate. Essa empresa constava no trabalho de investigação efectuado por ela sobre os Panama Papers e o envolvimento de Keith Schembri e Konrad Mizzi neles, este último renunciou a seus cargos no governo no dia 26 de Novembro.
Schembri foi preso, e libertado dois dias mais tarde, o que provocou uma onde protestos na ruas da capital, Valletta. A partir de 20 de Novembro, multidões começaram a pedir a resignação do Primeiro Ministro Joseph Muscat depois de ele ter dito que era capaz de perdoar o "intermediário" do assassinato.

## Calúnia e casos de difamação criminal
Em 2010, Caruana Galizia usou seu blog para criticar a magistrada Consuelo Scerri Herrera e esta apresentou uma queixa criminal na polícia. O caso foi retirado em Novembro de 2011.
Em maio de 2017, o proprietário e presidente do Pilatus Bank, Ali Sadr Hasheminejad, processou-a num tribunal do Arizona, em seu próprio nome e em nome do Pilatus Bank. Pedia US $ 40 milhões por danos. Caruana Galizia nunca recebeu uma notificação sobre isso e o processo foi  retirado poucas horas após sua morte.
Durante 2017, o Banco Pilatus, ameaçou por escrito todos os meios de comunicação não governamentais de Malta, mas só cumpriu a ameaça no caso de Daphne Caruana Galizia. Todos os outros meios de comunicação haviam concordado em fazer alterações ao seu conteúdo online. Um dos visados informou que cartas ameaçadoras foram enviadas 12 horas antes da morte de Daphne Caruana Galizia.
Em Fevereiro de 2017, foi criado um fundo legal, financiado por crowdfunding, para cobrir quatro mandados de precaução - que congelaram os activos de Caruana Galizia no valor de 50.000€ - pelos danos máximos por difamação possíveis em lei. Estes mandados foram instituídos pelo vice-líder do Partido Trabalhista e Ministro da Economia, Chris Cardona, e pelo seu representante na de política na presidência da UE, Joseph Gerada.
No momento de sua morte, Daphne Caruana Galizia enfrentava 48 processos por difamação.

## Morte
Por volta das 15h do dia 16 de Outubro de 2017, Daphne Caruana Galizia estava a conduzir perto de da sua casa em Bidnija, quando uma bomba colocada no Peugeot que alugara explodiu, matando-a instantaneamente. A explosão ocorreu na Bidnija Road e o veículo ficou espalhado em vários pedaços nos campos mais próximos.
Caruana Galizia ia no banco do condutor, mas os seus restos mortais foram encontrados pelo seu filho Matthew, a 80 metros do local da explosão. Ele escreveu no Facebook: “Eu olhei para baixo e havia partes do corpo da minha mãe à minha volta”. Foi o sexto atentado com uma bomba colocado num carro, em Malta desde o início de 2016 e a quarta fatalidade. A casa de Caruana Galizia não estava sob vigilância policial desde 2010, excepto durante as eleições. Segundo fontes policiais, ficou ainda mais desprotegida quando o Partido Trabalhista voltou ao poder em 2013.
A abertura de um inquérito público sobre se o assassinato de Daphne Caruana Galizia podia ter sido evitado, estava nas mãos do então primeiro-ministro maltês, Joseph Muscat. Este, não abriu de imediato um inquérito público, por isso os herdeiros de Caruana Galizia, pediram-lhe formalmente por carta que fosse aberto um, no dia  9 de Agosto de 2018, com base na opinião legal de Doughty Street Chambers e Bhatt Murphy Solicitors.

### Reacções

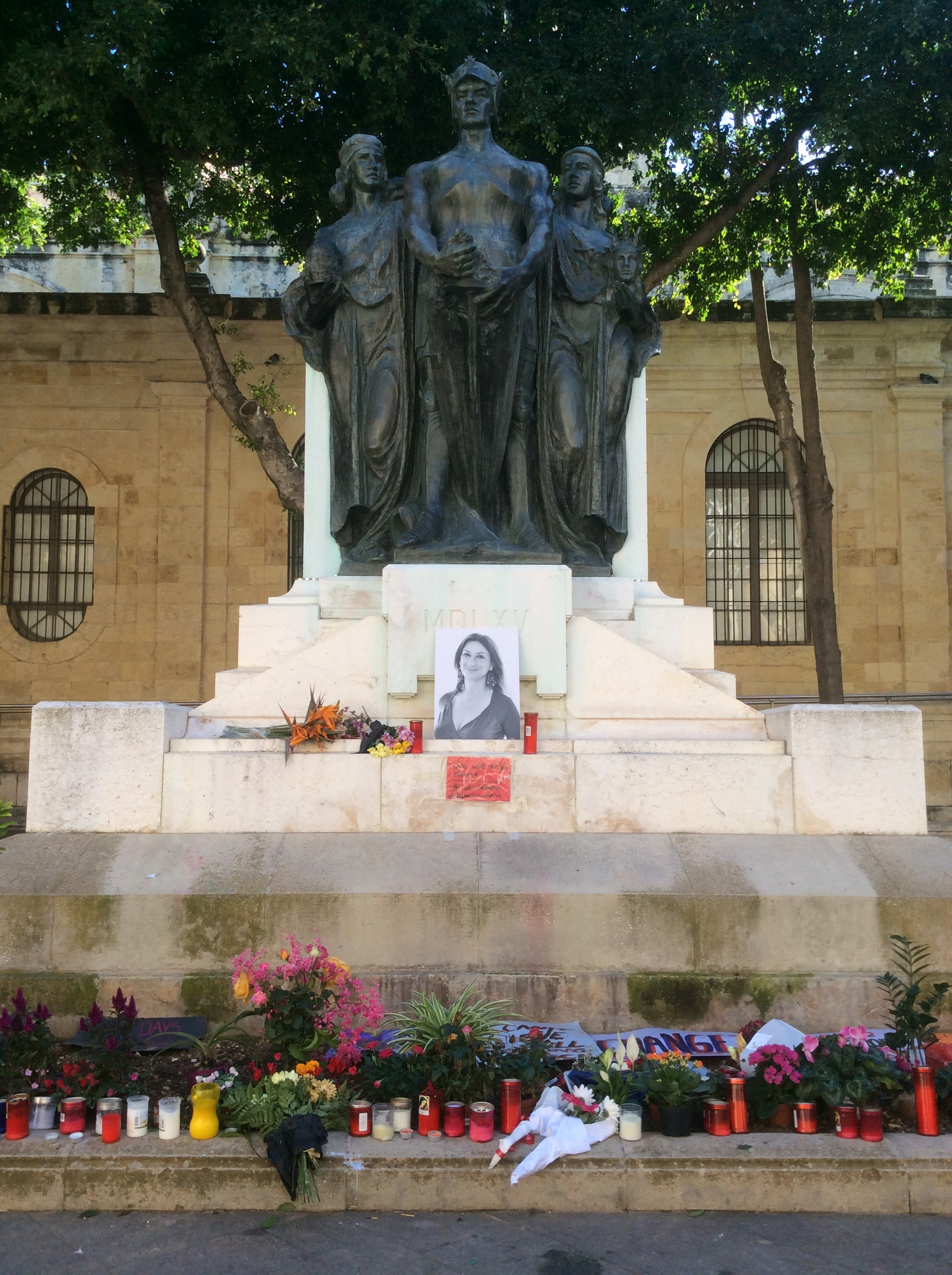
Flores, velas e tributos a to Daphne Caruana Galizia deixados nos pés do Great Siege Monument, que fica no lado oposto ao tribunal em Valletta.

A família acusou as autoridades maltesas por nada fazerem contra uma crescente "cultura de impunidade" em Malta, dizendo que Joseph Muscat, Keith Schembri, Chris Cardona, Konrad Mizzi, o procurador-geral Peter Grech e uma longa lista de comissários de polícia ao não agirem, foram politicamente responsáveis por sua morte. A família dela recusou-se a apoiar publicamente a proposta de o governo oferecer  uma recompensa no valor de um milhão de euros a quem desse  informações sobre o caso, e apesar da pressão do primeiro-ministro e do presidente, insistiu que o primeiro-ministro deveria renunciar.
Uma das irmãs de Caruana Galizia afirmou que "o presidente e o primeiro-ministro "minimizavam o assassinato e que estavam a preparar-se para a transformar numa mártir da sua causa ", e que os seus apelos à unidade nacional eram uma farsa e que "pedir unidade é abusar do seu legado. Nunca deve haver unidade com o criminoso e o corrupto." 
O ataque com carro-bomba foi condenado pelo primeiro-ministro Joseph Muscat, que afirmou que "não vou descansar antes que a justiça seja feita", apesar dela o ter criticado. A presidente Marie Louise Coleiro Preca, o arcebispo Charles Scicluna e vários políticos também expressaram suas condolências ou condenaram o ataque com carro-bomba. O líder da oposição Adrian Delia chamou sua morte de "o colapso da democracia e da liberdade de expressão"e afirmou que "as instituições (do país) decepcionaram-nos".
O colega bloguer, Manuel Delia, ex-funcionário do Partido Nacionalista, chamou-a de "a única voz ética que restou. Ela foi a única a falar sobre o certo e o errado".
O Presidente da Comissão Europeia, Jean-Claude Juncker e a Comissão Europeia condenou o ataque nos termos mais fortes possíveis.
O presidente do Parlamento Europeu, Antonio Tajani, classificou o incidente como "um exemplo trágico de uma jornalista que sacrificou sua vida em busca da verdade". Gerard Ryle, director do Consórcio Internacional de Jornalistas Investigadores, afirmou que a organização está "chocada" com o assassinato de Caruana Galizia e "profundamente preocupada com a liberdade de imprensa em Malta".
Na sessão plenária do Parlamento Europeu que teve lugar a 24 de Outubro, os deputados fizeram um minuto de silêncio. Vários membros da família de Caruana Galizia participaram da sessão no hemiciclo em Estrasburgo. A sala de imprensa no edifício do Parlamento Europeu foi rebaptizada em sua homenagem. Também teve lugar um debate sobre a liberdade de imprensa e a protecção de jornalistas em Malta. Na sequência desta visita e do debate seguinte, será enviada uma delegação pelo Parlamento Europeu para investigar o Estado de direito, os casos de branqueamento de capitais e a corrupção em Malta.
Papa Francisco enviou uma carta de condolências, dizendo que rezava pela família da jornalista e pelo povo maltês.
O atentado foi noticiado na mídia local e internacional. O nome de Caruana Galizia começou a ser tendência mundial no Twitter, e vários malteses expressaram seu luto ocultando suas fotos de perfil no Facebook. A hashtag #JeSuisDaphne, ecoando o termo #Je suis Charlie, foi tendência local.
The Malta Independent escreveu que "para muitas pessoas, consultar o seu blogue era a primeira coisa que faziam todos os dias, e a última coisa também. Agora existe apenas o vazio. Um silêncio que fala por si." A versão diária e semanal da sua coluna foram publicadas como páginas em branco nos dias que se seguiram à sua morte.
Milhares de pessoas participaram numa vigília em Sliema, cidade natal de Caruana Galizia, na noite de 16 de Outubro. Outra vigília foi realizada no Alto Comissariado de Malta em Londres.
O fundador da WikiLeaks, Julian Assange, ofereceu uma recompensa de 20.000€ "por informações que levassem à condenação dos assassinos de Caruana Galizia". Foi iniciada uma campanha de crowdfunding com o objectivo de angariar 1 milhão de euros para recompensar quem desse informações que conduzissem "ao processo judicial contra o assassino e contra a pessoa ou pessoas que ordenaram o assassinato". Isto foi seguido por outra recompensa sancionada pelo estado de € 1 milhão.
Alunos, ex-alunos, professores, pais e membros da comunidade de San Anton realizaram uma vigília pacífica das portas da cidade ao  Monumento do Grande Cerco em Valletta, em apoio à família Caruana Galizia. Os três filhos de Daphne Caruana Galizia eram todos alunos da Escola San Anton.
A 22 de Outubro de 2017, a Rede da Sociedade Civil organizou um protesto exigindo justiça em Valletta. Milhares de manifestantes exigiram justiça após o ataque e pediram a demissão imediata do Comissário de Polícia e do Procurador-Geral.
Vários dos manifestantes que participaram namanifestação, foram à delegacia de Floriana pedir a demissão do comissário. Depois de protestarem sentados, à frente da porta principal, colocaram um banner com uma foto do chefe de polícia, Lawrence Cutajar, acompanhada pelas palavras "Sem mudança, sem justiça - irrizenja (renúncia)!" foi colocado no portão da sede.
Em 17 de Abril de 2018, um consórcio de 45 jornalistas de 18 organizações de notícias, incluindo The Guardian, The New York Times, Le Monde e The Times of Malta, publicou The Daphne Project, um esforço colaborativo para concluir o trabalho de investigação de Caruana Galizia.
Após sua morte, multidões reuniram-se em frente ao Tribunal de Justiça, para lamentar e expressar solidariedade à família Caruana Galizia e para exigir justiça. O Monumento do Grande Cerco tornou-se um ponto central dos protestos e apelos por justiça, com homenagens, memoriais e vigílias realizadas lá com frequência. A escolha deste monumento como local de protesto, embora estrategicamente localizado em frente aos tribunais, foi espontânea, dando sequência às flores que ali foram colocadas pela primeira vez pelos alunos da Escola San Anton.
O Prêmio GUE / NGL para Jornalistas, Denunciantes e Defensores do Direito à Informação foi nomeado em homenagem a Caruana Galizia em 2018 e novamente em 2019. É patrocinado pelo Grupo Confederal da Esquerda Unitária Europeia / Esquerda Nórdica Verde, membros da ala esquerda do Parlamento Europeu. O prémio é "dedicado a indivíduos ou grupos que foram intimidados e / ou perseguidos por descobrir a verdade e expô-la ao público".

### Parlamento Europeu
O Parlamento Europeu fez um minuto de silêncio em homenagem a Caruana Galizia. A sala de imprensa do Parlamento Europeu em Estrasburgo foi nomeada em sua memória em Novembro de 2017.
Um retrato dela, pintado por Marie Louise Kold, agora está pendurado do lado de fora da sala de imprensa.

### Investigação das circunstâncias do ataque com carro-bomba

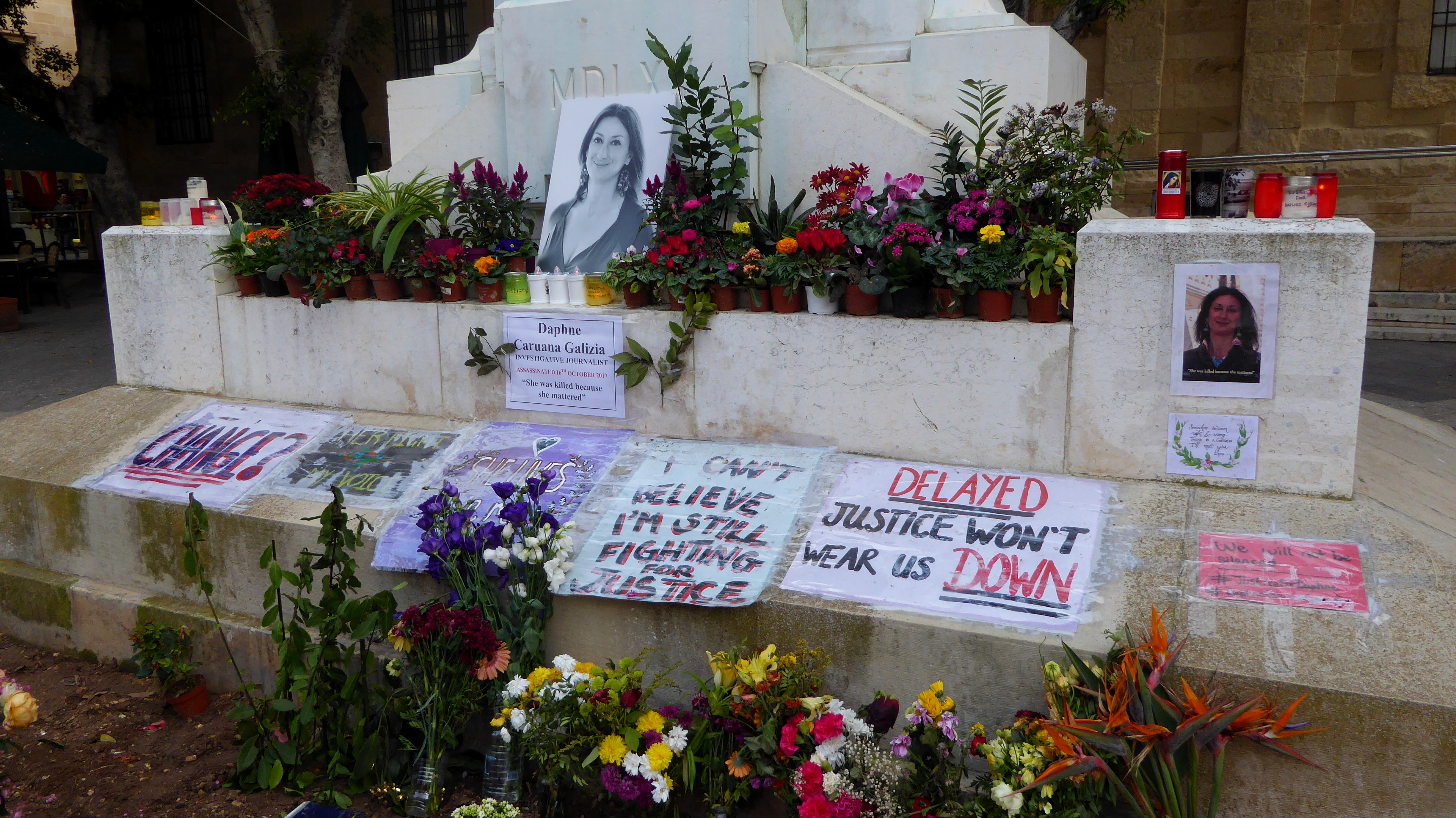
Memorial improvisado

Equipas forenses e investigadores da polícia chegaram à cena do crime logo após a explosão. O chefe do inquérito, inicialmente estava previsto que o inquérito fosse liderado pela magistrada Consuelo Scerri Herrera, que no passado havia processado Caruana Galizia por difamação. A família de Caruana Galizia questionou com o papel de Scerri Herrera na investigação, alegando um conflito de interesses. Herrera retirou-se da investigação 17 horas depois e foi substituída pelo magistrado Anthony Vella, que foi retirado do processo após ser nomeado juiz.
Joseph Muscat declarou que o Federal Bureau of Investigation (FBI) dos Estados Unidos foi convidado a ajudar a polícia na investigação do ataque com carro-bomba. Uma equipa de investigação forense da polícia holandesa também foi para ajudar. Aos investigadores também se juntaram  três funcionários da Europol. As equipes estrangeiras forneceram suporte técnico.
A 4 de Dezembro de 2017, Joseph Muscat anunciou a prisão de dez homens ligados à investigação, três dos quais foram posteriormente acusados de executar o ataque.
Os suspeitos foram identificados como George Degiorgio, o seu irmão Alfred Degiorgio e o amigo Vince Muscat (nenhuma relação com Joseph Muscat, o ex-primeiro-ministro). Nenhum deles foi levado a julgamento nem os intermediários e mandantes foram identificado.
O proeminente empresário maltês Yorgen Fenech foi preso no dia 20 de Novembro de 2017, pelo ataque à bomba em Caruana Galizia. O chefe do Estado-Maior Keith Schembri renunciou ao cargo no governo, no dia 26 de Novembro de 2019 e foi posteriormente preso pela polícia para interrogatório. Posteriormente, foi anunciado que Fenech, não teria imunidade para revelar o que sabia sobre o caso.
Foram realizados inúmeros protestos a pedir que o primeiro-ministro Joseph Muscat renunciasse ao cargo, em parte por causa da sua suposta ligação ao assassinato de Daphne.
Muscat anunciou em 1 de Dezembro de 2019 que  devido à crise política ia renunciar, e que permaneceria no cargo até que um novo líder do Partido Trabalhista fosse eleito em Janeiro, renunciando formalmente como primeiro-ministro alguns dias depois de 12 de Janeiro de 2020.

## Funeral

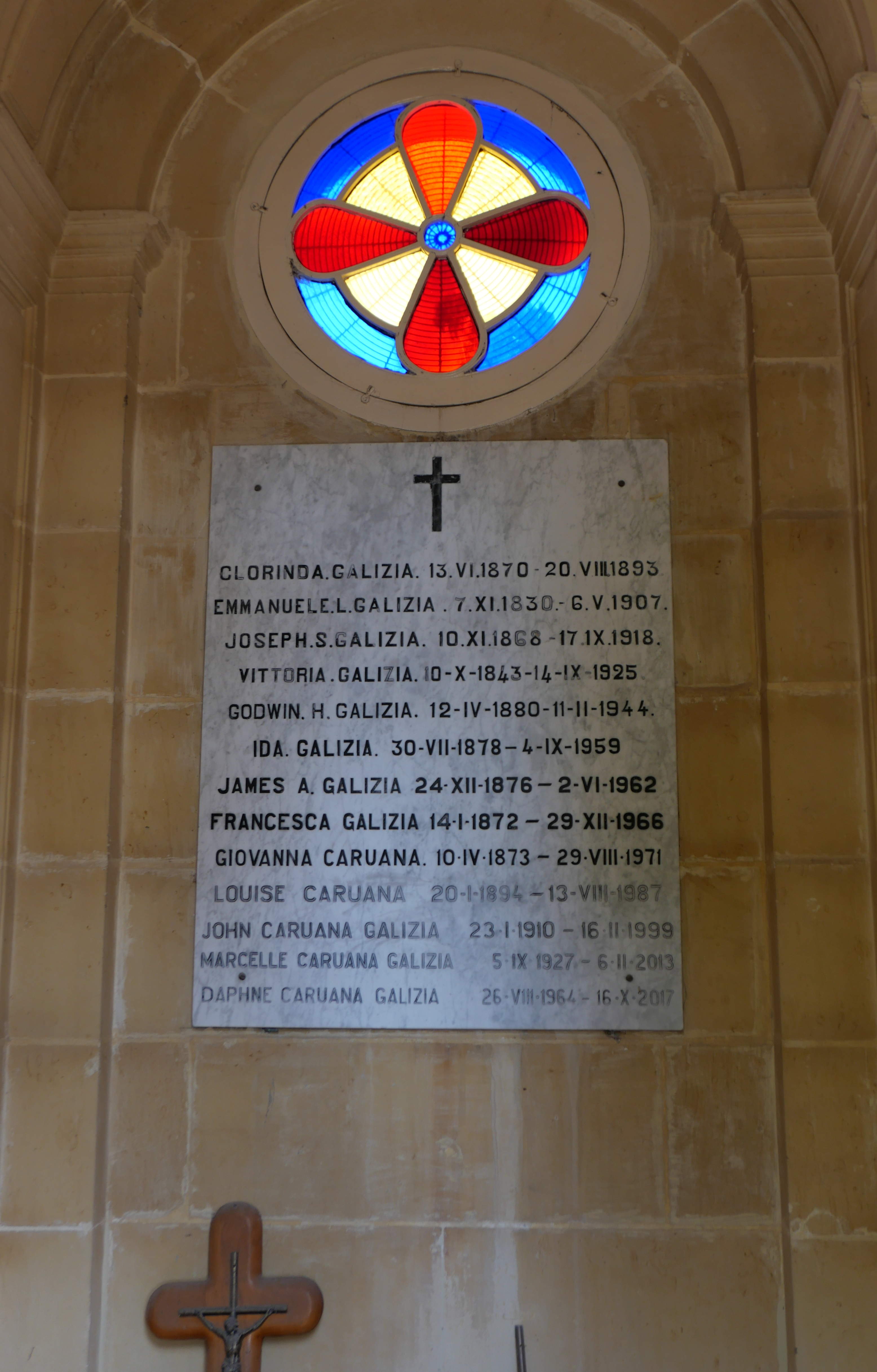
Lápide de Caruana Galizia

O corpo de Caruana Galizia foi entregue à família no dia 27 de Outubro de 2017, e o funeral público teve lugar no dia  3 de Novembro de 2017 no Rotunda of Mosta. Milhares compareceram no funeral. Foi declarado luto nacional nesse dia em  Malta. A missa foi conduzida pelo arcebispo de Malta Charles Scicluna, que na homilia disse aos jornalistas: "para nunca se cansarem da sua missão de serem os olhos, os ouvidos e a boca do povo." 
A Presidente Marie-Louise Coleiro Preca e O Primeio Ministro Joseph Muscat não estiveram presentes no funeral, disseram que a família de Caruana Galizia tornara claro que não seriam bem vindos. O líder da oposição, Adrian Delia, foi "notável por sua ausência".
Entre as pessoas no funeral estavam vários altos funcionários: Silvio Camilleri, Chief Justice of Malta; Antonio Tajani, Presidente do Parlamento Europeu; Harlem Désir, OSCE Representante da Liberdade nos Media; Eddie Fenech Adami, ex Presidente de  Malta e antigo líder do Nationalist Party; Lawrence Gonzi, ex Primeiro Ministro de Malta e antigo líder do Nationalist Party; e Simon Busuttil, antigo líder do Nationalist Party.
Caruana Galizia foi enterrado no túmulo da família no Cemitério Santa Maria Addolorata em Paola, o maior cemitério de Malta.

## Prémios e homenagens póstumas

### Homenagens póstumas
- 2017 - Salle Daphne Caruana Galizia - inauguração da sala de imprensa, no Edifício do Parlamento Europeu, em Estrasburgo, França.[85]
- 2017 - Personalidade do ano, La Repubblica, Itália [86]
- 2018 -Título Honorário do Dia da Diferença, Brussels University Alliance, Bruxelas, Bélgica [87]
- 2018 - Comemoração, Themis & Metis, Camera dei Deputati, Roma, Itália [88]
- 2018 - Comemoração do War Reporters Memorial, Reporters Without Borders, Bayeux, França [89]

### Prémios criados em sua homenagem
- 2017 - Prémio Leali delle Notizie - prémio dedicado a Daphne Caruana Galizia, Ronchi dei Legionari, Itália [90]
- 2018 - Libera Ragusa Presidio dedicado à memória de Daphne Caruana Galizia [91]
- 2018 - Prémio para jornalistas, denunciantes e defensores do direito à informação, dedicado a Daphne Caruana Galizia, GUE / NGL, Estrasburgo, França [92]
- 2018 - Memorial do Newseum - re-dedicado, Newseum, Washington DC, EUA [93]

### Prémios Póstumos
- 2017 - Prémio Holme [94]
- 2017 - Reporter Preis, Reporter Forum, Berlim, Alemanha [95]
- 2017 - Pegaso d'Argento, Conselho Regional da Toscana, Itália [96]
- 2017 - Premio Giornalisti, Associação de Jornalistas da Toscana, Itália [97]
- 2018 -  Nothing But The Truth, Fundação Giuseppe Fava, Catania, Itália [98]
- 2018 -  Tully Award for Free Speech, Tully Center for Free Speech, Newhouse School, Syracuse University, EUA [99]
- 2018 -  Prémio Civitas, Associazione Nazionale Donne Elettrici (ANDE), Nocera, Itália [100]
- 2018 -  The Astor Award, Commonwealth Press Union Media Trust, Londres, Reino Unido [101]
- 2018 -  Prémio Anna Politkovskaya, Clube Nacional de Imprensa Sueco, Estocolmo, Suécia [102]
- 2018 - Prémio Mario Francese, Ordem dos Jornalistas da Sicília, Palermo, Itália [103]
- 2018 - Prémio Conscience in Media, American Society of Journalists and Authors, New York City [104]
- 2018 - Prémio Contribution to Society, European Leadership Awards, Bruxelas, Bélgica [105]
- 2018 - PEC 2018, Press Emblem Campaign, Genebra, Suíça [106]
- 2018 - Prémio Luca Colletti, Roma, Itália [107]
- 2018 - MCCV Annual Award, Maltse Community Council of Victoria, Austrália [108]
- 2018 - Prémio Anticorrupção, Transparency International [109]
- 2018 - Prémio Europeo Giornalismo Giudiziario e Investigativo, Taormina, Itália [67]
- 2018 - Prémio Martin Adler, Rory Peck Trust, Londres, Reino Unido [110]
- 2018 - Golden Victoria for Press Freedom, German Free Press & VDZ, Berlim, Alemanha.[111]
- 2020 - Guardian Award, Association of Certified Fraud Examiners, Austin, Texas, EUA [112]